# Teodomiro Tostes
Teodomiro Tostes (Taquari, 10 de fevereiro de 1903 — 1986) foi um poeta, diplomata, escritor e tradutor brasileiro.
Junto com Augusto Meyer, Rui Cirne Lima, Vargas Neto e Pedro Vergara formou o primeiro grupo modernista no Rio Grande do Sul.
Trabalhou na divisão cultural do ministério de Relações Exteriores.

## Obras[3]
- A Canção preludiana
- Bazar, 1931
- Novena à Senhora da Graça, 1928
- Pequeno guia de poesia portuguesa, 1967